# Journal of Applied Crystallography
Das Journal of Applied Crystallography (nach ISO 4 abgekürzt J. Appl. Crystallogr.) ist eine im Peer-Review-Verfahren erscheinende wissenschaftliche Fachzeitschrift der International Union of Crystallography, die bei Wiley-Blackwell erscheint. Sie erschien erstmals 1968 und behandelt die Anwendung der Kristallographie und kristallographischer Techniken. Das Journal of Applied Crystallography veröffentlicht Artikel über kristallographische Methoden, die genutzt werden, um kristalline und nicht-kristalline Materialien mit Hilfe von Neutronen, Röntgenstrahlen und Elektronen zu untersuchen, deren Anwendung in der Erforschung Kondensierter Materie, der Materialwissenschaft und der Biowissenschaften, sowie die Nutzung zur Identifikation von Phasenübergängen und strukturellen Änderungen, Gitterfehlern, Struktur-Eigenschafts-Beziehungen, Grenzflächen und Oberflächen. Außerdem wird über die Entwicklung kristallographischer Instrumente und Apparate, Theorien und Interpretationen, numerische Analysen sowie Computerprogramme zur Kristallographie berichtet.
Die Zeitschrift wird von Chemistry Citation Index, Ceramic Abstracts, Chemical Abstracts Service, Cambridge Structural Database, Current Contents, Inorganic Crystal Structure Database, Inspec, Metals Abstracts, Materials Science Citation Index, Reaction Citation Index, Science Citation Index und Scopus indexiert.